# Novapus bifidus
Novapus bifidus är en skalbaggsart som beskrevs av Lea 1910. Novapus bifidus ingår i släktet Novapus och familjen Dynastidae. Inga underarter finns listade i Catalogue of Life.